# Livret militaire

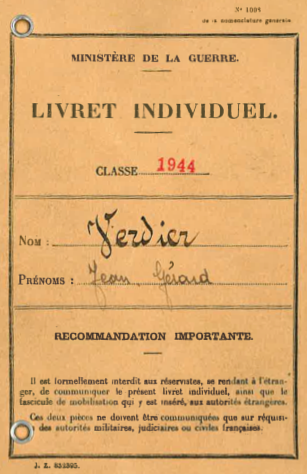
Livret militaire individuel (France) de Jean-Gérard Verdier.

Le livret militaire (intitulé livret individuel) est un document d'identité dans lequel sont enregistrées au fur et à mesure les étapes de la carrière militaire d'une personne. En vue d'un rappel ou d'une mobilisation éventuels, le livret précise qu'« il doit être conservé avec le plus grand soin ».

## Présentation
L'arrêté du 8 floréal an VIII impose que chaque homme dispose d'un livret pour sa recette et sa dépense, qui doit se trouver conforme aux comptes de sa compagnie. Les ordonnances royales du 19 mars 1823 et du 10 mai 1844 portant règlement sur l'administration intérieure des corps de troupes organisent de manière globale l'administration des plus de deux cent corps de l'époque, toutes armes confondues. Elle établissent tout un ensemble de registres à maintenir au sein de chaque corps, ainsi que des livrets individuels pour les hommes de troupe. L'ordonnance de 1844 définit de nouveaux modèles de livrets individuels permettant d'assurer une parfaite concordance avec les registres des officiers comptables, les matricules, les livres de détail et les comptes courants des compagnies, escadrons ou batteries.
Chaque homme de troupe reçoit, à son arrivée au corps, un livret, signé par le major, sur lequel les renseignements qui constatent son état civil, son signalement, le titre sous lequel il a été incorporé, ainsi que tout autre renseignement, ont été exactement transcrits d'après la matricule du corps. Il contient aussi la liste des effets de petit équipement et de petite monture ; l'inscription des recettes et dépenses de la masse individuelle et, enfin, les dispositions de lois ou règlements dont le soldat doit avoir incessamment le texte sous les yeux. Dans les corps de troupe à cheval, le livret reçoit en outre, par extrait du livre de détail, l'inscription du nom, du numéro matricule et du signalement du cheval affecté au cavalier, avec celle des numéros et millésimes empreints sur les pièces de harnachement dont il est détenteur.
Le livret est la propriété du militaire à qui il est délivré. Il ne peut lui être retiré sous aucun prétexte, même lorsqu'il lui en est donné un nouveau (quand il change de corps) ou qu'il quitte le service.

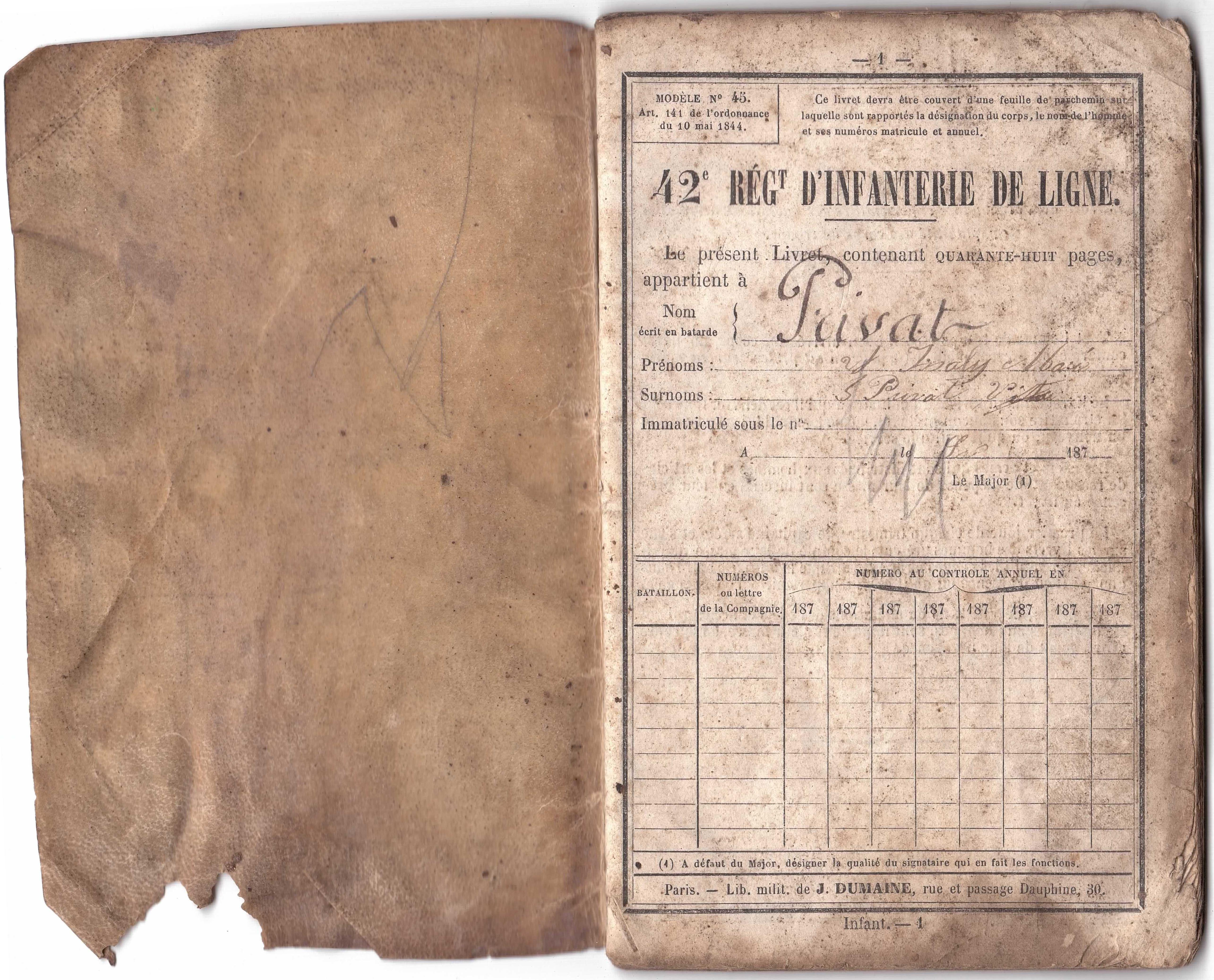
Livret du 42e régiment d'infanterie de ligne, 1870.
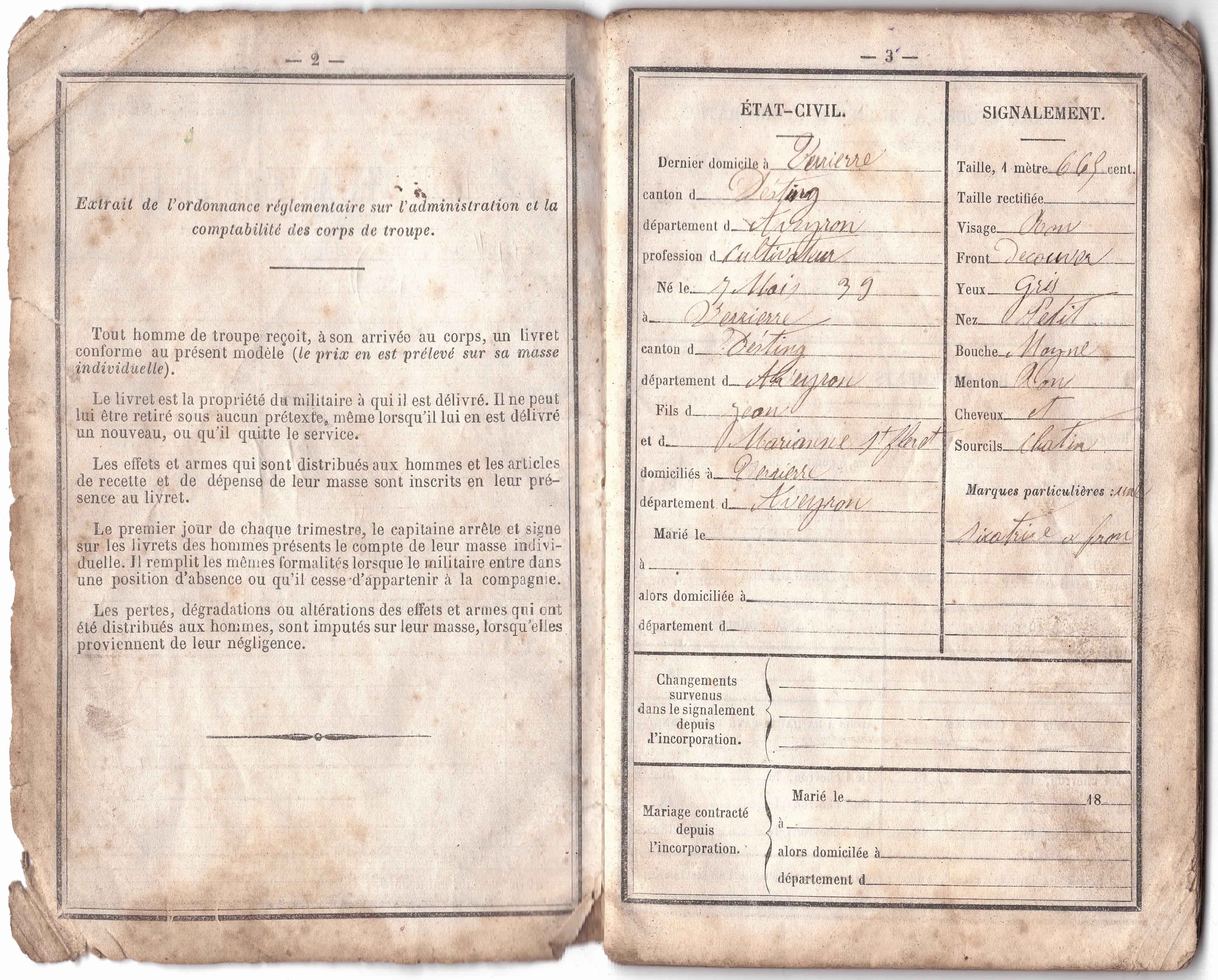
Introduction, état-civil et signalement.
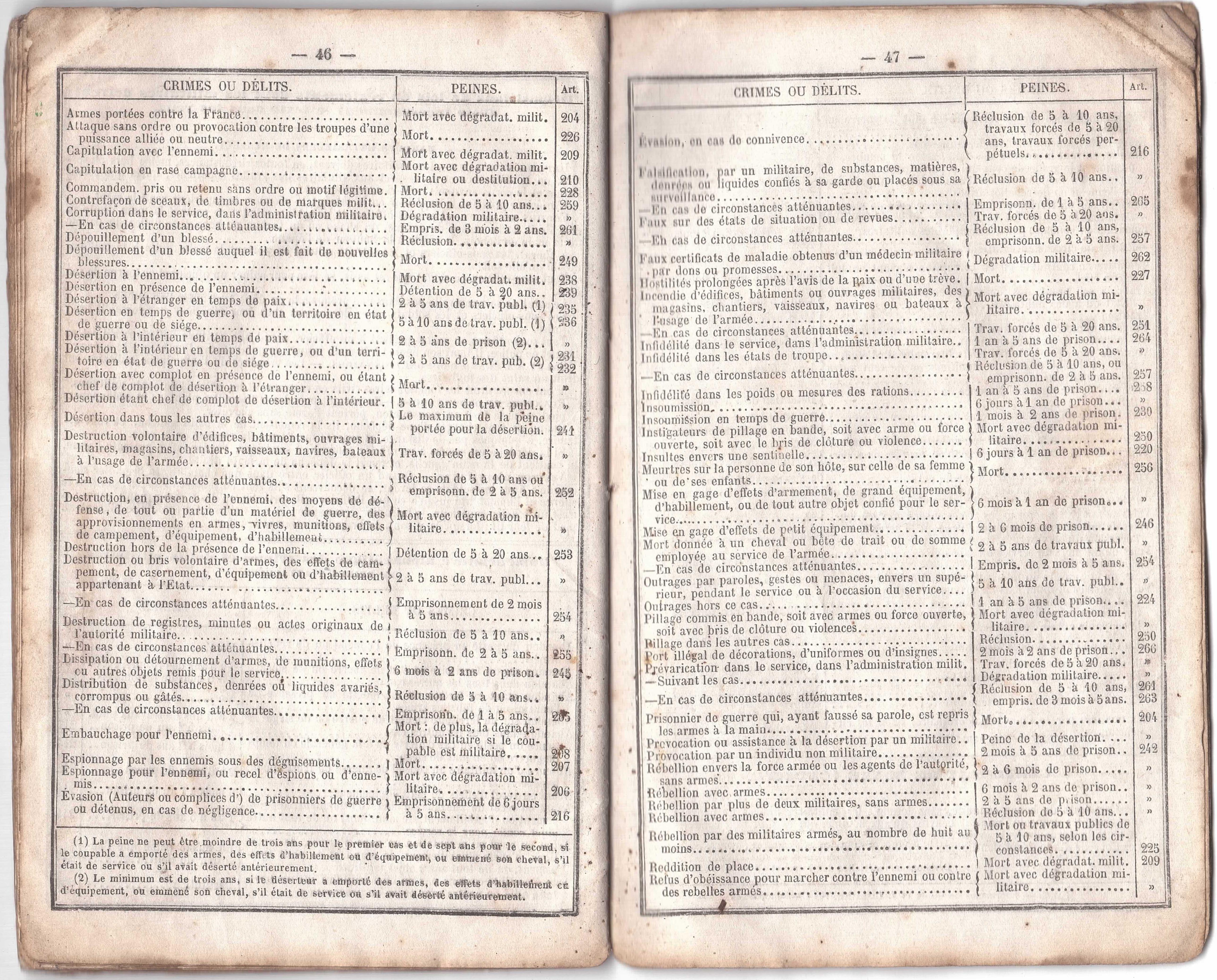
Extrait des crimes et délits militaires et peines associées.
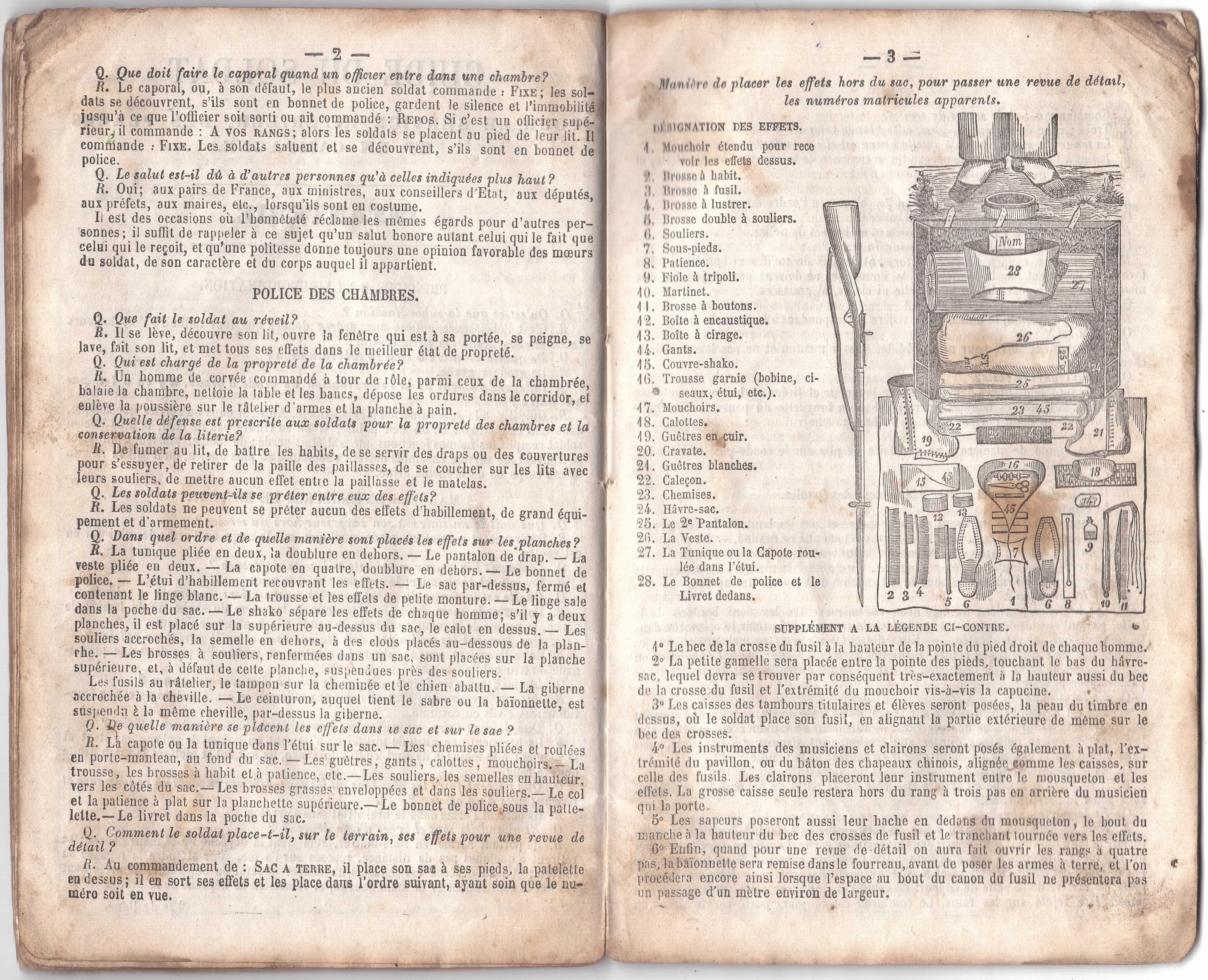
Extrait du guide du soldat.

Le fait de délivrer un nouveau livret à chaque changement de situation du militaire (changement de corps, passage dans la disponibilité ou dans la réserve), est une source de travail considérable pour l'administration et rend cette tâche impossible à faire avec soin ou parfois en temps opportun, en particulier dans les cas urgents. Le temps nécessaire à un sergent-major pour établir un nouveau livret individuel est évalué au minimum à 15 min, ce qui rend impossible l'établissement des livrets en cas de mobilisation. Pour pallier ce problème, le décret du 7 août 1875 modifie la structure du livret individuel pour qu'il soit réutilisé en toute circonstance. Chaque homme a alors obligation de conserver son livret individuel et, en cas de perte, d'en faire la déclaration à la gendarmerie. Chaque livret suit un modèle unique servant à toutes les armes, et peut servir jusqu'à cinq appels successifs. Malgré ces modifications, le livret ne contient que 80 pages, soit 18 de plus seulement que le modèle précédent de l'artillerie. Le décret du 14 janvier 1889 redéfinit le livret individuel comme une copie du livret matricule, livret de référence conservé par l'Armée. Les informations inscrites dans les deux livrets sont identiques, à la différence près des condamnations prononcées pour faits autre que ceux d'insoumission, de désertion et de participation à des mouvements insurrectionnels qui ne sont inscrites que dans le livret matricule. Elles sont remplacées dans le livret individuel par la mention : « Interruption de service du... au... ».

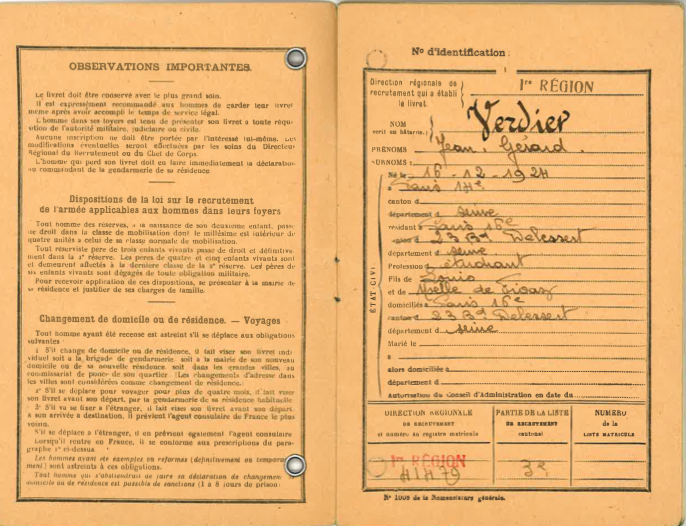
Livret militaire individuel de Jean-Gérard Verdier.
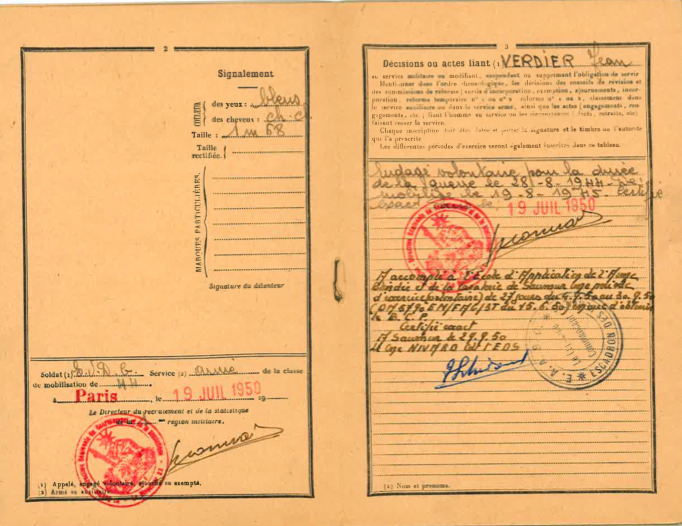
Livret militaire individuel de Jean-Gérard Verdier.
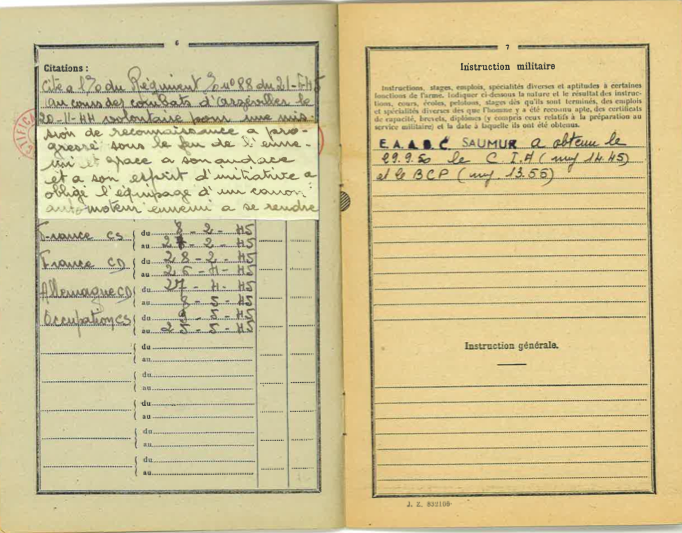
Livret militaire individuel de Jean-Gérard Verdier.

## Renvoi et destruction de livret militaire
Le renvoi et la destruction volontaire de livrets militaires, de fascicules de mobilisation, de cartes de service national ou d'affectations de défense sont des actes illégaux individuels ou collectifs, publics ou non, destinés généralement à protester contre la politique militaire ou un de ses aspects. Dans certains cas, ces actions de désobéissance civique ont été effectuées en raison de l’absence de législation permettant de se déclarer objecteur de conscience après l’accomplissement du service militaire. En France, la modification du statut des objecteurs, en 1983, a pallié cette absence qui entraînait des condamnations en vertu de l'article 133 du code du service national.

### En Australie
Article détaillé : Draft-card burning (en)
Pour s'opposer à la conscription en Australie pour l'envoi à la guerre du Viêt Nam, des appelés brûlent leurs ordres d'incorporation. Cet acte n'est pas illégal. Le gouvernement retire ses troupes du Viêt Nam en 1971. La conscription est définitivement supprimée en 1972 à l'arrivée du parti travailliste australien au pouvoir.

### En Belgique

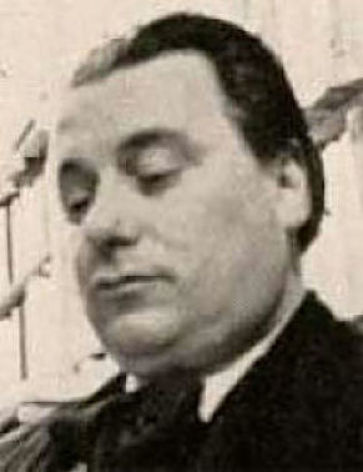
Le militant belge Marcel Dieu.

En 1933, Albert Devèze, ministre de la Défense nationale de Belgique, dépose un projet de loi interdisant toute propagande pacifiste et toute diffusion d'idées antimilitaristes. En réaction, les militants anarchistes Marcel Dieu et Léo Campion renvoient leurs livrets militaires et posent ainsi le premier acte d'objection de conscience politique en Belgique. Les deux hommes refusent le rappel sous les armes ordonné par mesure de discipline.
Arrêtés, ils comparaissent le 19 juillet 1933 devant le conseil de guerre. Ils sont défendus par Paul-Henri Spaak, qui est membre du Parti ouvrier (antimilitariste) et aussi futur premier ministre socialiste et secrétaire général de l'Organisation du traité de l'Atlantique nord (OTAN). Marcel Dieu et Léo Campion sont condamnés respectivement à deux ans et dix-huit mois de prison. Leur peine est réduite en appel. Ils refusent toute sanction et, avec un autre objecteur, Lionel de Vlaminck, entament une grève de la faim. Les avocats des accusés, Deublet et Spaak, et d'autres citoyens renvoient leurs livrets militaires. Des anciens combattants sont prêts à les imiter.
Devant l’ampleur des soutiens, les condamnés sont renvoyés de l'armée, car « indignes d'y figurer plus longtemps » et le projet de loi Devèze est abandonné,.
En 1965, Pierre Debbaut, officier de réserve, renvoie son uniforme aux autorités militaires et réclame le statut d'objecteur de conscience. Il est dégradé et reclassé comme « soldat milicien en congé illimité ». Il refuse les documents de mobilisations qui lui sont adressés. Il fait l'objet d'un rappel disciplinaire et ne s'y soumet pas. Considéré comme déserteur, il est condamné par la justice militaire à un mois de prison,.

### Aux États-Unis
Article détaillé : Draft-card burning (en)
Opposants à la guerre du Viêt-Nam, des appelés brûlent publiquement leurs feuilles de mobilisations. En 1965, une loi réprime la destruction ou la mutilation volontaire des cartes de recrutement d'une amende pouvant aller jusqu'à 10 000 $ ou d'une peine d'emprisonnement pouvant aller jusqu'à 5 ans. Tom Cornell (en), un des premiers manifestants contre cette guerre, est emprisonné pour la destruction publique de sa carte de recrutement. David O'Brien, est condamné à six ans de prison mais une Cour d'appel, tout en le reconnaissant coupable de ne pas être en possession de sa carte, estime que son geste symbolique exprime une protestation qui est un droit reconnu par le premier amendement de la Constitution des États-Unis, qui garantit la liberté d'expression. Quelques jours plus tard, avant les manifestations contre la guerre du 15 avril 1967 qui rassemblent plusieurs centaines de milliers de personnes, ce sont 150 jeunes gens qui brûlent leurs cartes de recrutement.
En octobre 1967, plusieurs centaines de jeunes gens détruisent ou renvoient leurs papiers militaires pour protester contre la guerre. De nombreux manifestants, dont Joan Baez, sont arrêtés.

### En France

#### Après la Première Guerre mondiale
Quelques anciens combattants isolés, dont des officiers, se débarrassent de leurs effets, documents et décorations militaires. Les sanctions sont faibles et suscitent peu d'échos.
À l'exception des officiers, les anciens combattants sont dispensés de périodes militaires et donc les pacifistes n'ont pas l'occasion d'exprimer un refus. Les périodes d'entraînement sont rétablies en 1927.

#### Henri Roser
Henri Roser effectue son service militaire de 1918 à 1921. Il entreprend des études de théologie dans le but de devenir pasteur-missionnaire. En janvier 1923, tandis que l'armée française occupe la Ruhr, il renvoie ses papiers militaires. Il est révoqué de sa charge d'officier et obligé par son Église de renoncer à devenir missionnaire. Il est cofondateur de la branche française du Mouvement international de la réconciliation (MIR) puis son secrétaire et celui pour l'Europe. Pendant la Seconde Guerre mondiale, il est condamné à quatre ans de prison pour refus d'obéissance et insoumission.

#### La Ligue des objecteurs
Objecteur de conscience, Gérard Leretour, subit deux emprisonnements pour insoumission. Au cours de chacun d'eux, il mène une grève de la faim. L'anarchiste Eugène Lagomassini dit Lagot renvoie, le 20 avril 1933, son livret de mobilisation au Ministre de la guerre. Il est condamné à trois jours de prison. Libérés, Leretour et Lagot créent, en juillet 1933, la Ligue des objecteurs de conscience qui deviendra la section française de l'Internationale des résistant(e)s à la guerre. Pour soutenir les réfractaires emprisonnés, la ligue organise efficacement une vaste campagne de renvois de fascicules de mobilisation. Un cas attire particulièrement l'attention : La Légion d'honneur est retirée à un professeur, trois fois blessé pendant la guerre, qui a renvoyé ses papiers à deux reprises. Le gouvernement dissout la ligue. Le 8 juillet 1934, un vote modifie la loi sur le recrutement. Désormais les renvoyeurs risquent jusqu'à un an de prison.

#### Congrès des instituteurs
En août 1933, une motion est proposée au congrès des instituteurs par le bureau du syndicat :

« Le congrès estime qu'il y a incompatibilité entre le fait d'être syndiqué et celui d'occuper une fonction militaire quelconque ou de collaborer à la préparation de la guerre sous quelque forme que ce soit ce qui implique l'organisation par la Confédération générale du travail (CGT) du renvoi collectif des fascicules de mobilisation et du refus de participer à tout exercice de défense dite nationale. »

— François Hulot, « Les objecteurs de conscience au travail », L'Écho rochelais,‎ 4 août 1933, p. 1

#### Marc Sangnier
En 1934. Marc Sangnier, fondateur du Sillon, fait du renvoi du livret militaire le thème d'une action en faveur de la paix,.

#### Guerre d’Algérie
Pour protester contre la guerre d’Algérie, les renvois de livrets sont nombreux et parfois sanctionnés de peines allant jusqu’à dix mois de prison.
Six pasteurs dont René Cruse, Idebert Exbrayat et Jean Lasserre renvoient leurs livrets militaires en 1957, surtout pour appuyer le projet de statut légal des objecteurs de conscience,.
Le 12 février 1958, Paul André renvoie son livret militaire au ministre de la Défense. Il demande un projet de statut des objecteurs de conscience et effectue un travail pour le Service chrétien international pour la paix au Maroc.
L'Action civique non violente (ACNV) encourage la solidarité avec les réfractaires, notamment par le renvoi des livrets militaires et des décorations,. Un tract de l'ACNV, sans doute de 1961, liste 19 renvoyeurs de livrets militaires. Georges Mailfert, prêtre de la Mission de France, renvoie ses papiers militaires à l'occasion du procès du déserteur Pierre Boisgontier. En février 1960, Jacques Tinel écrit au Président de la République et renvoie son livret pour protester contre l'explosion de la première bombe nucléaire française.
Le 22 novembre 1961, quatre membres de l'ACNV comparaissent devant le tribunal de grande instance de Carpentras pour provocation de militaires à la désobéissance. Le procureur de la République prononce un réquisitoire qui, selon Le Monde, « peut apparaître comme une apologie pure et simple des inculpés ». Ceux-ci sont néanmoins condamnés à des peines de prison avec sursis. Une autre peine de huit mois d'emprisonnement avec sursis mais confondue avec la première est infligée à Joseph Pyronnet pour le renvoi de son livret militaire.
Le Manifeste des 121, titré Déclaration sur le droit à l'insoumission dans la guerre d’Algérie, est signé par des intellectuels, universitaires et artistes et publié le 6 septembre 1960. Le gouvernement riposte par plusieurs ordonnances qui aggravent les peines frappant la provocation à l’insoumission, à la désertion et au renvoi de livret militaire, le recel d’insoumis et les entraves aux départs des soldats. Les peines peuvent être d'un à cinq ans de prison et d'une amende de 200 à 100 000 francs. Les peines des fonctionnaires pourront être doublées,.
En juin 1961, le comité Audin publie à Lyon un tract de solidarité avec Michel Halliez. Celui-ci, réserviste ayant accompli une partie de son service militaire en Algérie, a renvoyé ses papiers militaires pour protester contre la Légion d'honneur et la promotion du lieutenant Charbonnier, désigné comme tortionnaire et assassin de Maurice Audin. Michel Halliez est défendu par Robert Badinter. Une première peine, est aggravée en appel à six mois de prison avec sursis et 60 000 francs d'amende. Ayant refusé de reprendre ses pièces militaires quelques mois plus tard, Michel Halliez est à nouveau condamné à six mois de prison avec sursis,.
Au cours de l'année 1961, plusieurs prêtres de la Mission de France renvoient leurs livrets par solidarité avec les insoumis et les déserteurs.
Pour son renvoi de livret militaire, Claude Michel, qui travaille au secrétariat de l'ACNV, est condamné en 1961 à six mois de prison avec sursis. Récidiviste, il écope, en 1963, d'une amende de huit mille francs. En 1962, Georges Humbert, membre du même mouvement et récidiviste, voit son amende de six cents francs confirmée. Le procureur ayant fait appel, sa peine est aggravée de six mois de prison avec sursis. Il purge quarante jours de contrainte par corps pour son refus de payer l'amende.
En octobre 1962, le défenseur d'Alain Corbineau, renvoyeur de son livret, réclame pour son client le bénéfice du décret portant amnistie des infractions commises au titre de l'insurrection algérienne. Cette possibilité est rejetée, l'inculpé ayant, dans sa lettre au ministre, « protesté contre les guerres en général », sans que son action ait eu pour but d'apporter une aide à la rébellion algérienne.

#### Après la guerre d'Algérie
En 1962, quelques réfractaires, dont Aguigui Mouna, brûlent leurs livrets militaires sur la voie publique.

#### Le statut des objecteurs de conscience
En France, la loi publiée le 23 décembre 1963 a créé un statut permettant aux objecteurs de conscience d'effectuer un service civil mais les gouvernements ont opposé beaucoup d'obstacles à l'obtention de ce statut et cela jusqu'à sa libéralisation en 1983. Pour envoyer sa demande de statut, l'objecteur ne disposait que d'un bref délai après la parution du décret d'appel de son contingent. Cette parution au Journal officiel passait généralement inaperçue. L'État n'informait pas le citoyen sur le statut. La propagande incitant à en bénéficier pouvait être punie de six mois à trois ans de prison,. Une commission juridictionnelle, dont trois membres sur sept étaient officiers, statuait arbitrairement, sur la demande, à huis clos et en l'absence de l'intéressé. La demande devait reposer uniquement sur des motifs religieux ou philosophiques. Bien que la loi ne le précisât pas, les arguments politiques étaient rédhibitoires. Pour ces raisons, bien des appelés ignoraient le statut ou ne pouvaient l'obtenir et devinrent insoumis. Les objecteurs pouvaient, à tout moment, demander à être incorporés dans une formation militaire. En revanche, les militaires, engagés ou conscrits, n'avaient pas le droit faire la démarche inverse et étaient donc susceptibles de renvoyer ou de détruire illégalement leurs livrets militaires pour s'affirmer objecteurs de conscience. En 1980, on totalise trois mille réservistes qui ont renvoyé leurs papiers militaires et à qui la qualité d'objecteur de conscience est refusée.
Le 24 octobre 1968, pour la première fois, un objecteur en service civil comparaît devant un tribunal militaire. Les objecteurs se mettent en grève pour être soumis à la justice civile. Ils sont soutenus lors de manifestations dans plusieurs villes. À Bordeaux, le 30 janvier 1969, Frédéric Carle et Guy Goujon renvoient leurs papiers militaires et le 11 février suivant deux autres personnes personnes brûlent publiquement le leur. La police intervient brutalement et interpelle 36 manifestants.

#### Quelques exemples de renvois de livrets militaires
En 1967, le mouvement contre l'armement atomique déclenche une campagne de solidarité avec l'avocat Georges Pinet, officier de réserve, emprisonné pour avoir renvoyé son livret militaire en protestation contre l'armement atomique de la France,. Georges Pinet a refusé l'amnistie par décret dont il aurait pu bénéficier en sa qualité d'ancien combattant en Algérie. Il est gracié après trois mois de prison. Roland Grun qui l'a imité par solidarité est condamné à une amende de 300 francs.
Jean-Marie Muller et deux prêtres, Jean Desbois et Jean-Pierre Perrin, tous trois officiers de réserve, demandent en vain le statut d'objecteur. Ils renvoient leurs papiers militaires. Le 8 janvier 1969, à Orléans, Robert Buron et l'évêque Guy-Marie Riobé témoignent à leur procès. Les renvoyeurs sont condamnés à trois mois de prison avec sursis, mille francs d'amende et cinq ans de privation de leurs droits civiques,. Ils sont en outre dégradés.
En avril 1967, Dominique Halévy, auteur du livre Contre la bombe, renvoie son livret militaire à la suite du refus du général de Gaulle de laisser siéger à Paris le Tribunal Russell sur le crimes de la guerre du Viêt Nam,.
En février 1969, dans plusieurs villes, d'anciens soldats renvoient leurs livrets pour soutenir les objecteurs grévistes ou emprisonnés qui refusent d'être soumis aux tribunaux militaires et s'opposent à l'ordonnance du 7 janvier 1959 portant organisation générale de la Défense,
En mars 1969, un tract signé par des dizaines de personnes soutient le renvoi des papiers d'Aimé Léaud et Olivier Maurel et fait un parallèle entre le massacre d'Oradour-sur-Glane en 1944 par la 2e division SS Das Reich et le crime prémédité de la stratégie nucléaire anti-cité de la France. Il cite le ministre des Armées :

« Avec nos moyens, les seuls objectifs qui aient une valeur de dissuasion sont les objectifs démographiques. »

— Pierre Messmer, Revue de Défense nationale, mai 1963
Le 20 février 1970, Michel Hanniet, Maurice Montet et Jacques Moreau écrivent une lettre au ministre de la Défense pour annoncer l'autodafé de leurs livrets militaires afin de se désolidariser de la politique militaire.
Jean Arène, Gilbert Nicolas, René Serrière et Laurent Maire renvoient collectivement leurs livrets pour « protester publiquement contre la politique militaire et affirmer leur confiance en la non-violence active ».
Le 8 mai 1972, cinq jeunes gens et la mère du déserteur Armel Gaignard sont relaxés par le tribunal de grande instance de Nantes où ils comparaissent pour avoir distribué un tract affirmant « Refuser d'être soldat est une contribution nécessaire à l'avancement de la lutte des classes » et dénonçant « l'armée qui protège les riches qui nous volent ». Ils sont inculpés d'incitation au renvoi et à la destruction de pièces militaires, de propagande tendant à inciter autrui à bénéficier des dispositions du statut d'objecteur de conscience et de provocation de militaires à la désobéissance,.
En 1972, quatre Poitevins renvoient leurs livrets pour protester contre la campagne d'essais nucléaires français dans le Pacifique.
En janvier 1974, à Orléans, vingt-cinq militants de la non-violence renvoient leurs livrets pour soutenir la lutte des objecteurs de conscience qui observent une grève de la faim.
En janvier 1976, l'évêque de Dijon, Albert Decourtray, prend la défense d'un prêtre qui a refusé de recevoir son livret militaire à plusieurs reprises et a été condamné.
En février 1976, treize Lorrains renvoient collectivement leurs livrets militaires au ministère des Armées en signe de solidarité avec Jean-Louis Soulié, objecteur de conscience condamné à un an de prison pour insoumission. Arrêté et incarcéré à l'occasion du procès Soulié, Jean-Luc Stote, membre de Insoumission collective internationale est condamné, le 21 septembre 1976, à deux ans de prison pour insoumission. À la fin du procès, son père veut remettre son livret et celui de son beau-frère au tribunal qui les refuse. Il déchire alors les fascicules ce qui donne lieu à de vifs incidents.
Quatre militants sont condamnés à Nantes pour avoir renvoyé leurs livrets afin de se solidariser avec les victimes des tribunaux d'exception et attirer l'attention de l'opinion publique sur la militarisation croissante de la société.
Quatre prêtres catholiques, sont inculpés pour le renvoi de leurs livrets militaires afin de soutenir un objecteur de conscience en procès et les paysans du Larzac en lutte contre l'extension du camp militaire. Léon Desbos et Bruno Barrillot sont condamnés en mars 1979 à 500 francs d'amende avec sursis,.
Les renvois successifs du livret militaire de l'autonomiste occitan Serge Viaules lui valent des condamnations. Après son service militaire, il refuse d'appartenir à l'armée française tant qu'un statut d'autonomie sera refusé à la région culturelle d'Occitanie. Il le revendique en occitan devant le tribunal.
En 1991, dès le déclenchement des opérations terrestres de la guerre du Golfe, Miche Pons renvoie ses papiers militaires au président Mitterrand.

#### Le Groupe d’action et de résistance à la militarisation
En février 1968, dans une lettre à en-tête du « Groupe lyonnais de soutien aux « renvoyeurs » de livret militaire », cent soixante-dix personnes manifestent leur solidarité à des dizaines de renvoyeurs opposants à la mise en place de l'arsenal nucléaire. La liste des signataires lyonnais est précédée de celle de seize personnalités nationales dont Bernard Clavel, René Dumont, Lanza del Vasto, Théodore Monod et Jean Rostand. Le groupe entend se mettre « au service de tous ceux que leur conscience contraindrait prochainement à renvoyer leur livret militaire et qui désireraient donner à leur acte la dimension collective et politique indispensable ».
En avril 1968, le groupe diffuse la brochure Ils renvoient leur livret militaire. Pourquoi ? On y lit : « Renvoyer son livret militaire, pour ceux que nous soutenons, est un signe de refus de la société et du système qui, en fabriquant des armes et des bombes, fabrique des morts en sursis et des pauvres dès aujourd'hui ».
Le dossier contient des lettres très argumentées de réfractaires lyonnais dont Jean Kergrist et Pierre-Luc Séguillon.
Un renvoyeur de livret et cinq membres du groupe de soutien sont assignés quatre jours à résidence à l'occasion du passage du général de Gaulle à Lyon. Une manifestation de protestation a lieu le 24 mars 1968. Le groupe se rebaptise ensuite Groupe d’action et de résistance à la militarisation (GARM). À plusieurs reprises, nombre de ses membres manifestent leur opposition à la politique de défense en renvoyant ou détruisant publiquement leurs livrets militaires, par exemple pour soutenir les objecteurs François Janin et Jean-Michel Fayard.
Douze renvoyeurs sont jugés à Lyon le 27 septembre 1979. Ils expriment dans un texte leur solidarité avec le Larzac et leur opposition au militarisme. Dix organisations dont le Garm se déclarent solidaires des inculpés.

#### La lutte du Larzac
Le 28 avril 1973, pour appuyer leur lutte contre l’extension du camp militaire du Larzac, soixante paysans du Larzac renvoient leurs livrets militaires et l'accompagnent d'une lettre au ministre des armées : 

« Je ne veux pas que le Larzac devienne un vaste terrain de démonstration pour faire voir aux peuples du tiers-monde la manière la plus efficace de entre-tuer alors qu'il serait plus noble pour la France de leur apprendre et de les aider à mieux vivre et mieux se nourrir. Par avance, je dénonce toute interprétation sommaire qualifiant ce geste d'antimilitarisme. Je veux simplement que ce geste marque ma désapprobation à la politique actuelle de la défense nationale. »

Certaines épouses joignent une lettre à celle de leur mari.
Ancien aumônier militaire en Algérie, l'abbé Pierre Cros renvoie ses papiers militaires en même temps que douze autres personnes dont sept prêtres. Seul à comparaître devant le tribunal de grande instance de Paris le 26 avril 1977, il affirme qu'il « entendait porter témoignage de la violence des militaires qui s'amplifie sur le causse du Larzac ». Il est condamné à deux ans de privation de droits civiques et 500 francs d'amende.
Une campagne de renvoi massif de livrets est lancée pour s'opposer à l'extension du camp. Le mouvement pour le désarmement, la paix et la liberté (MDPL) publie un formulaire pour confier aux paysans du Larzac son livret militaire, son fascicule de mobilisation, sa carte de service national, son affectation de défense ou ses décorations. La campagne culmine en mai 1980. Mille trente livrets, documents et décorations militaires sont déposés à Strasbourg à la présidence du Parlement européen,. Une affiche Sortons de la réserve soutient la campagne,. Un document d'une coordination nationale justifie le renvoi des livrets :

« Cette désertion n'est pas une démission mais, au contraire, l'affirmation du droit à contrôler démocratiquement les moyens de défense du pays. Lorsque ces moyens constituent une menace constante pour les populations civiles, un gaspillage énorme pour l'économie et un prétexte supplémentaire au centralisme de l'État, notre devoir n'est-il pas de dénoncer ouvertement le mensonge ? »

— Larzac : Désobéissance civile, Le renvoi de papiers militaires, Supplément à Non-violence politique no 9, 4e trimestre 1978, ISSN 0181-6322
La plupart du temps pour soutenir la cause du Larzac, conjointement ou non avec d'autres luttes (contre la Force de dissuasion nucléaire française ou les ventes d'armes, pour le droit à l'objection de conscience après le service militaire),, les renvoyeurs de livrets militaires se multiplient au cours des années 1970. Certains ne sont pas poursuivis, d'autres sont condamnés à des amendes de 300 à 1 500 francs. Ces peines sont parfois associées à la suspension des droits civiques ou au retrait du permis de conduire ce qui entraîne parfois un licenciement. Jean-Pierre Bochereau, fonctionnaire des postes télégraphes et téléphones depuis 17 ans, est radié de son administration. Pierre Dantec se voit infliger trois mois d'emprisonnement et cinq ans de privation des droits civiques. Jean-Louis Guenego est condamné deux fois ; la deuxième fois, il est privé de ses droits civiques pour un an. En application de l'article L 809 du code de la santé publique, qui stipule que l'emploi dans un hôpital public suppose la jouissance de ses droits civiques, le directeur de l'hôpital le licencie. Le tribunal correctionnel de Dijon répond favorablement à sa demande de réintégration dans ses fonctions.
Au cours de plusieurs procès, des militants remettent des paquets de livrets militaires au président du tribunal,. En un an, on recense trente et une personnes de la région dijonnaise qui ont renvoyé leurs papiers militaires au ministre de la défense.
Selon une statistique nominative établie par le groupe de « Coordination des renvoyeurs de papiers militaires » et relatée par Le Monde du 28 avril 1977, trois cents livrets ont été renvoyés au cours de la seule année 1976. Il y en a eu sept cents environ depuis le mouvement des paysans du Larzac en 1973 et une centaine environ depuis le début de l'année 1977. Du 1er octobre 1975 jusqu'au 31 mars 1977, quarante-trois condamnations ont été prononcées par les tribunaux. Le Monde du 2 décembre 1977 indique : « Au total, depuis quatre ans, mille deux cents personnes ont renvoyé leur livret militaire, ce qui a valu à environ cent vingt d'entre elles des poursuites judiciaires ». Le 13 novembre 1980, le même journal fait état de quatre mille renvois et trois cents jugements. Il rappelle que le renvoi de livret expose aux sanctions suivantes : 360 francs à 10 060 francs d'amende, un à douze mois de prison avec ou sans sursis et, enfin mais beaucoup plus rarement, privation des droits civiques.
En 1980, on dénombre 3 000 renvois de livrets militaires depuis 1960.
Le 28 novembre 1980, huit renvoyeurs de livrets comparaissent à Grenoble en appel d'une condamnation à 2 000 francs d'amende et à quatre ans de suppression des droits civiques, ce qui signifie pour quatre d'entre eux, enseignants fonctionnaires, une interdiction professionnelle. Le verdict atténue la peine, du sursis est accordé pour l'amende, l'interdiction professionnelle est levée et ironiquement celle du port d'arme aussi.
En mai 1981, Objection en monde rural, le comité Larzac du Forez, les Amis de la Terre et le Parti socialiste unifié, constituent un comité de soutien à Jean-Bernard Forissier, emprisonné pour avoir refusé de payer l'amende infligée pour son renvoi de livret militaire. Le comité collecte symboliquement au cours d'une manifestation à Saint-Étienne les huit cents pièces d'un franc nécessaires à l'élargissement du prisonnier et cent-cinquante militants les déposent au greffe de la prison.

#### Droit au renvoi du livret militaire
Un objecteur de conscience, qui a renvoyé son livret militaire pour manifester son soutien aux paysans du Larzac, est relaxé, en décembre 1976, par le tribunal correctionnel de Béziers devant lequel il était poursuivi en vertu de l'article 13.1 du code du service national. Le tribunal a estimé que « Jacques Lemesle, en revendiquant à trente-huit ans le statut d'objecteur de conscience, n'a fait qu'exercer une liberté fondamentale, qui est celle de changer d'opinion et que cette liberté est reconnue et donc protégée, par la Convention européenne des droits de l'homme et des libertés fondamentales du 4 novembre 1950 ». Considérant que « le prévenu ne saurait être condamné au motif que la loi n'a pas organisé l'exercice de ladite liberté », le tribunal a prononcé la relaxe des fins de la poursuite, sans peine ni dépens. Le même tribunal et celui de Montpellier répéteront des jugements similaires,.
En janvier 1979, le tribunal de grande instance de Besançon n'a pas suivi les réquisitions du procureur de la République, qui demandait une suppression des droits civiques pour neuf renvoyeurs de livrets : « Il apparaît contradictoire, disent les attendus, de reprocher aux prévenus d'avoir voulu manifester leur opinion selon un mode prohibé et de les priver du mode normal d'expression des idées, à savoir le vote, en leur retirant leurs droits civiques ».

#### Renvoi au Parlement européen
Le 17 octobre 1974, une pétition (n° 9/74) est adressée au Parlement européen. Les trente-deux signataires refusent toute coopération avec les institutions militaires. Certains d'entre eux rendent leurs livrets militaires pour qu'ils soient transmis à l'Organisation des Nations unies. Lors de la séance du 19 février 1975, « la commission a examiné cette pétition et est parvenue ce faisant à la conclusion que son contenu n'entrait pas dans le cadre des activités des Communautés. Aussi cette pétition est-elle, conformément à l'article 48 paragraphe 3 du règlement, purement et simplement classée ».

### En Israël
En Israël, le livret militaire d'un objecteur de conscience libéré après une peine de prison pour avoir refusé de servir dans les territoires occupés peut mentionner une « démobilisation anticipée ». Cette mention est considérée comme infamante et interdit à son détenteur tout poste de responsabilité.

### En Pologne
En septembre 1985, huit jeunes Polonais renvoient leurs livrets militaires au ministère de la défense pour protester contre l'incarcération d'un appelé, Marek Adamkiewicz, condamné en décembre 1984 à deux ans et demi de prison pour avoir refusé de prêter le serment par lequel les soldats s'engagent à défendre l'« alliance fraternelle » avec l'URSS.
En mars 1986, neuf militantes du mouvement pacifiste Liberté et Paix font une semaine de grève de la faim pour réclamer la libération de six objecteurs de conscience condamnés pour avoir renvoyé leur livret militaire à l'administration de l'armée.

### En Russie
Pendant L'invasion de l'Ukraine par la Russie en 2022, Pavel Filatiev, soldat de métier, parachutiste enrôlé dans le régiment d'élite de la Garde russe, basé en Crimée, combat en Ukraine. Évacué pour raison de santé, sa démission est refusée. Il rédige sur le réseau social VKontakte un témoignage de 141 pages dénonçant la corruption, le désordre, le je-m'en-foutisme des troupes russes et la guerre en Ukraine. Il estime à seulement 10 % la proportion de militaires soutenant la guerre, la majorité des soldats craignant de parler ouvertement. À propos des combats, de la brutalité de la guerre et de la désorganisation générale, il commente « J’ai compris que je ne voulais pas participer à cette folie. Personne n’a besoin de cette guerre, surtout pas la Russie et ses citoyenss. » Menacé de quinze ans de prison pour informations mensongères sur l’armée, il est exfiltré de Russie par les équipes du site russe Gulagu.net, créé par le militant des droits de l'Homme et lanceur d'alerte Vladimir Ossetchkine et il demande l'asile politique en France. À son arrivée à l’aéroport de Paris Charles de Gaulle, il diffuse en direct sur le site russe Gulagu.net une vidéo où il justifie ses motivations puis déchire ses papiers d’identité russes, son livret militaire et son attestation d’ancien combattant en Tchétchénie où il a servi trois ans et il jette les débris dans les toilettes.

### En Suisse
Le 4 mai 1968, six soldats, autonomistes jurassiens, dont deux députés au Parlement bernois, et dont aucun n'est objecteur de conscience, déposent leurs effets militaires et leur livret de service sur la place du Palais fédéral à Berne. Ils entendent amener le gouvernement suisse à s'occuper du sort de la partie francophone du canton de Berne dont ils réclament l'autonomie,.
Le 22 juin 1970, Arthur Villard, président de la section suisse de l'Internationale des résistants à la guerre et député au Grand conseil bernois, passe en procès pour provocation et incitation à la violation des devoirs militaires. À la fin de l'audience, vingt et un jeunes gens déposent devant le juge et le greffier leurs livrets de service militaire. Acquitté, Arthur Villard, est condamné en seconde instance à trente jours d'emprisonnement ferme. Trente-trois écrivains, dont Friedrich Dürrenmatt et Max Frisch, se solidarisent alors d'Arthur Villard.
Le 22 avril 1971, vingt-quatre objecteurs de conscience genevois dont deux officiers déposent devant le Palais Fédéral de Berne leur équipement et les débris de leurs papiers militaires. Ils adhèrent au Mouvement pour un service civil à la communauté (MSCC).

### Renvoi de décoration

#### France
Le renvoi de décoration n'est pas illégal mais, comme celui des papiers militaires, il est une forme de protestation politique et/ou éthique.
En guise de protestation contre la torture pratiquée en Algérie, l'écrivain Vercors renvoie en 1957 sa Légion d'honneur au Président de la République.
Pendant la seconde guerre mondiale, Jean-Pierre Lanvin reçoit la Croix de guerre comme volontaire dans la 1re armée française (Rhin et Danube). Il la renvoie pendant la guerre d'Algérie pour protester contre le bombardement de Sakiet Sidi Youssef. En 1963, il renvoie son livret militaire par solidarité avec deux objecteurs de conscience qui passent en procès.
René-Philippe Donely, sous-lieutenant à la fin de la guerre d'Algérie, raconte comment un harki de ses subordonnés lui remet dignement toutes ses médailles militaires pour protester contre l'abandon par la France des harkis menacés de torture et de mort par le Front de libération national.
Le 28 mai 1972, Andrée Georgevail, qui arbore ses décorations, est interpellée pour sa participation à une manifestation du Groupe d'action et de résistance à la militarisation. Elle écrit ensuite au président de la chambre des appels correctionnels : « Pourquoi ai-je été relâchée trois heures après, alors que mon coéquipier était gardé jusqu'à 10 heures du soir, et que les porteurs de banderole étaient gardés à vue 48 heures, tandis que les distributeurs de tracts restaient 6 jours en prison ? Est-ce à la Croix de Combattant Volontaire de la Résistance et à ma Croix de guerre T.O.E. que je dois ce régime de faveur ? S'il en était ainsi, je serais prête à les rendre publiquement car il ne me convient pas d'être « protégée ». Je suis parfaitement solidaire de toutes les actions que mènent le G.A.R.M. et le Groupe des Insoumis. »
Le général Jacques Pâris de Bollardière participe, en juin 1973, à une manifestation dans les eaux internationales de l'Océan Pacifique, pour s'opposer à l'explosion expérimentale aérienne d'une bombe nucléaire française à Moruroa. Son voilier est arraisonné par la Marine nationale et l'équipage interné. Mis à la retraite d'office par sanction disciplinaire, le général écrit au Président Georges Pompidou : « Vivement désireux de témoigner clairement devant l'opinion publique de mon pays de mon profond désaccord, j'ai décidé de vous demander de me faire rayer de l'ordre de la Légion d'honneur où j'ai été élevé à la dignité de grand officier,. »
En 1978, Roger Garaudy témoigne au Havre, au procès de Fanch Hénaff, un objecteur de conscience inculpé de « refus de carte du service national ». Il déclare au président du tribunal : « Je vous remets ma médaille militaire, ce qui fut autrefois le symbole de la liberté, ma croix de guerre avec deux citations car si Fanch Hénaff était condamné, elle n'aurait plus aucun sens. Vous en ferez ce que vous voudrez. »
Le président égyptien Abdel Fattah al-Sissi est décoré de la Légion d'honneur à l'Élysée en présence d'Emmanuel Macron le 7 décembre 2020. Le journaliste et écrivain italien Corrado Augias rend sa propre Légion d'honneur à l'ambassade de Rome pour protester contre l'honneur « attribué à un chef d’État qui s'est objectivement rendu complice d'atroces criminels », en particulier de l'enlèvement, des tortures et de l'assassinat par les services de renseignement égyptiens de l'étudiant italien Giulio Regeni. Roberto Fico, président de la Chambre des députés italienne déclare apprécier la décision de Corrado Augias. Sergio Cofferati, ancien syndicaliste et ancien maire de Bologne, l'économiste Giovanna Melandri ou encore la journaliste et écrivaine Luciana Castellina annoncent qu'ils renoncent également à la plus prestigieuse des décorations françaises.

#### Grande-Bretagne
Le 8 décembre 2015, d'anciens combattants britanniques, membres des Veterans for peace, jettent leurs médailles devant la résidence du Premier ministre pour dénoncer les bombardements en Syrie.

#### États-Unis
Le 21 mai 2012, à Chicago, lors d'une manifestation opposée au sommet de l'OTAN qui se tient dans cette ville, une trentaine d'anciens combattants de la guerre en Irak jettent leur médaille par-dessus les barrières de sécurité.
L'association Vétérans du Viêt Nam contre la guerre (en) regroupe des soldats opposés à la guerre. Un des membres les plus célèbres de cette association a été John Kerry devenu plus tard secrétaire d'État du président Obama. En 1971, il témoigne devant une commission sénatoriale en disant notamment « Comment pouvez-vous demander à un homme d'être le dernier à mourir pour une erreur ? ». Le lendemain, il participe à une manifestation avec près de 800 vétérans, au cours de laquelle ils lancent leurs médailles sur les marches du Capitole pour marquer leur opposition à la guerre.

#### Russie
Opposée à l'invasion de l'Ukraine par la Russie en 2022, Zhanna Agalakova démissionne de son poste de présentatrice de la télévision russe Perviy Kanal et renvoie de France sa décoration « Pour Services à la Patrie » avec un courrier adressé au Président Vladimir Poutine.

## Les Chimane
L'un des problèmes qui empêche les Chimane, ethnie amérindienne de l'Amazonie bolivienne, de jouir pleinement de leurs droits civiques est le fait que les hommes n'ont pas de livret militaire. En effet, ils refusent d'effectuer le service militaire, s'éloigner de leurs terres étant selon leurs traditions l'une des pires choses pouvant survenir.